# Кампо Верано (кладовище)

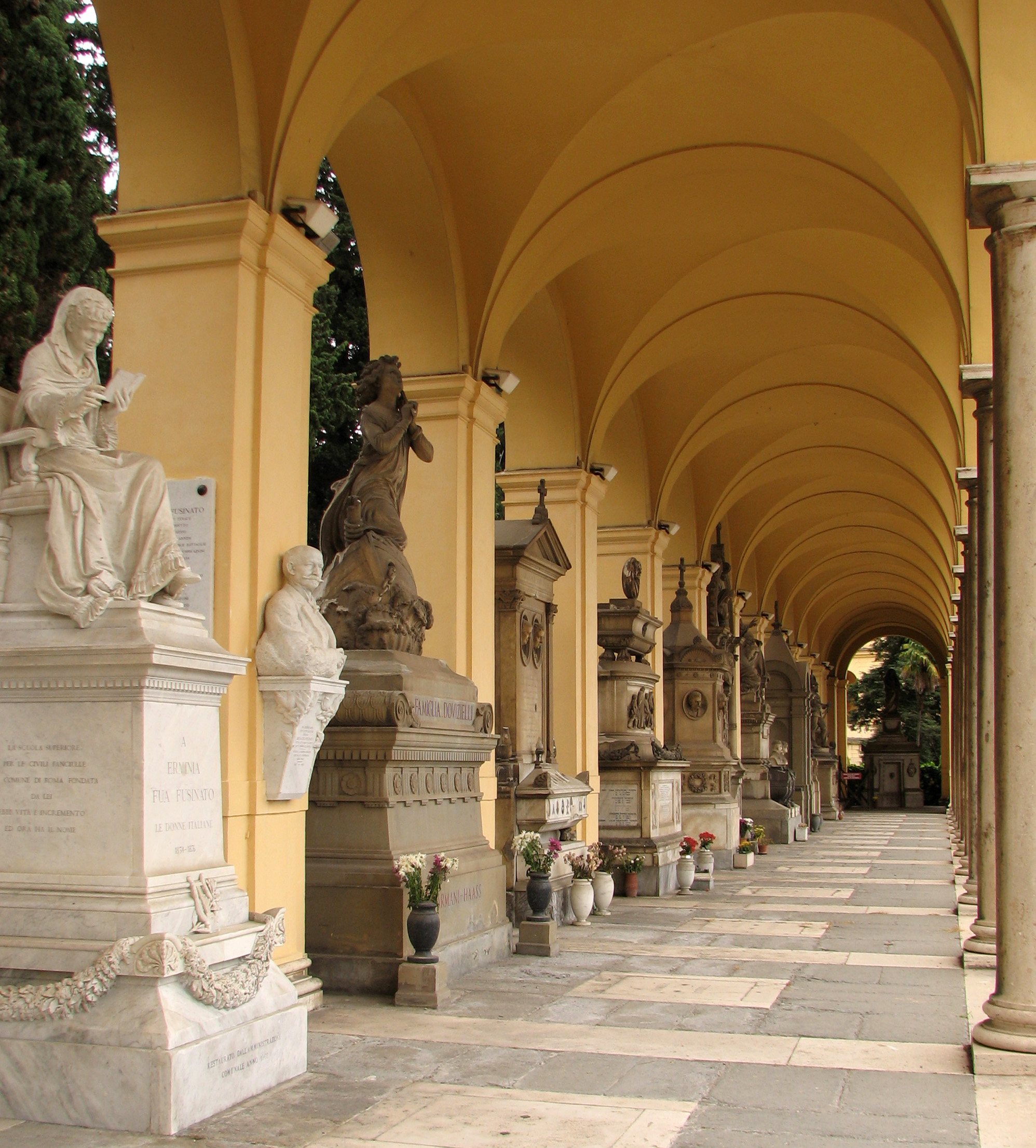
Колонада на Кампо Верано

Кампо Верано (італ. Cimitero del Verano) — цвинтар у Римі, розташований навколо стародавньої католицької церкви Сан Лоренцо фуорі ле Мура. Засновано в 1808—1814 роках під час французької окупації Риму. Нині кладовище розділене на ділянки за конфесійним принципом: католицька, єврейська. На кладовищі є пам'ятник жертвам Другої світової війни.

## Відомі особистості, поховані на кладовищі
- Коновалець Ольга Степанівна (1896—1979) — дружина Євгена Коновальця.
- Томаш Оскар Сосновський (1810—1886) — польський скульптор
- Сібілла Алерамо (1876—1960) — італійська письменниця-комуністка
- Альберто Моравіа (1907—1990) — італійський письменник
- Джордж Сантаяна (1863—1952) — американський філософ
- Роберто Росселліні (1906—1977) — італійський кінорежисер
- Вітторіо де Сіка (1901—1974) — італійський актор та кінорежисер
- Аттіліо Ферраріс (1904—1947) — італійський футболіст
- графиня Кароліна Лянцкоронська (1898—2002) — польська громадська діячка
- Джорджіо Капітані (1927—2017) — італійський режисер